# 梅乌利亚诺
梅乌利亚诺（義大利語：Meugliano），是意大利皮埃蒙特大区都靈廣域市瓦尔丘萨市镇的一个分区。总面积4平方公里，人口104人，人口密度26.0人/平方公里（2009年）。ISTAT代码为001151。
之前为独立的市镇，2019年与其他市镇一起合并为新的瓦尔丘萨市镇。